# Zaldierna
Zaldierna es una entidad de población española del municipio de Ezcaray, perteneciente a la comunidad autónoma de La Rioja.

## Geografía
Está situado en el valle del Oja, junto al barranco de Cilbarna y atravesado por el río Zambullón.

## Historia
Se cree que sus primeros habitantes llegaron en el siglo X o siglo XI.
Fue una aldea de importancia en la zona del entorno de Ezcaray, por lo que se la denominaba "la capital de las aldeas".
Hacia mediados del siglo XIX, el lugar era referido como una aldea perteneciente a Ezcaray. Aparece descrito en el decimosexto y último volumen del Diccionario geográfico-estadístico-histórico de España y sus posesiones de Ultramar de Pascual Madoz con las siguientes palabras:

ZALDIERNA: ald. con alc. p. dependiente del ayunt. y parr. de Ezcaray, en la prov. de Logroño, part. jud. de Sto. Domingo de la Calzada. sit. al pie de la sierra de la Demanda, con esposicion al N.; está bien ventilado, y su clima, aunque frio es saludable, aunque propoenso á reumas. Tiene unas 20 casas con pajares, y una escuela dotada y mezquinamente pagada por los pocos niños que la frecuentan; la igl. San Sebastian, la sirve un beneficiado de la matriz con el título de cura, amovible del ordinario. Próximas á la ald. se encuentran algunas fuentes de buenas aguas, y al E. de la misma corre un arroyo que á corta dist. se reune al r. Oja ó Glera, hallándose á orillas de aquel algunas choperas de propiedad particular, y algunos prados cerrados en varios puntos, con yerbas comunes de la misma pertenencia. Producen sus tierras de infima calidad, centeno y pastos, con los que se cria ganado lanar y vacuno; hay caza mayor y menor y su ind. se reduce al carboneo y agricultura. pobl., riqueza y contr.: con el ayunt. (V. Ezcaray).
(Madoz, 1850, p. 451)

Basa su economía en el ganado vacuno. A raíz del creciente desarrollo turístico en su vecino Ezcaray, la zona está revitalizándose y cuenta con dos casas rurales.

## Demografía
En 1930 estaban censados 105 y a principios de los años 80 eran 30. Zaldierna contaba a 1 de enero de 2010 con una población de 14 habitantes, 10 hombres y 4 mujeres, habiendo sufrido su población una disminución durante el siglo XX. En 2023, la entidad singular de población tenía empadronados veintiocho habitantes y el núcleo de población, los mismos.
| Gráfica de evolución demográfica de Zaldierna entre 2000 y 2015                                  |
|                                                                                                  |
| Población de derecho (2000-2015) según los censos de población del INE a 1 de enero de cada año. |